# Contratación (ort)
Contratación är en ort i Colombia. Den ligger i departementet Santander, i den centrala delen av landet, 200 km norr om huvudstaden Bogotá. Contratación ligger 1 645 meter över havet och antalet invånare är 3 505.
Terrängen runt Contratación är bergig åt nordväst, men åt sydost är den kuperad. Runt Contratación är det ganska tätbefolkat, med 56 invånare per kvadratkilometer. Närmaste större samhälle är Oiba, 19,5 km öster om Contratación. I omgivningarna runt Contratación växer i huvudsak städsegrön lövskog.